# Marguerite Thomas-Clement
Marguerite Thomas-Clement, född 1886, död 1979, var en luxemburgsk feminist och politiker. 
Hon var gift med socialisten Xavier Thomas. Hon var medlem i socialistpartiet. 
Hon engagerade sig också i kvinnorättsrörelsen. Hon var medlem i Association for Women's Interest. I Luxemburg fanns ingen rörelse för kvinnors rösträtt eftersom denna infördes utan debatt som en del av konstitutionen 1919. Under perioden 1917–1919 publicerade dock Thomas-Clement artiklar i pressen där hon talade till reformens förmån. 
Efter införandet av kvinnlig rösträtt 1919 blev hon samma år den första kvinnan att väljas in i Luxemburgs parlament, där hon satt 1919–1931. Som politiker engagerade hon sig för kvinnliga arbetare och för prostituerade. 